# 福井葦火
福井葦火（日語：福井 あしび，8月22日—），日本男性漫畫家。出身於大阪府。A型血。
他的作品大都在小學館發表，代表作是《擂台王者 天堂誠》。

## 人物簡介
大阪藝術大學藝術學社出身。2002年獲得講談社的Afternoon四季奬佳作，次年2003年又在講談社舉辦的Young Magazine Uppers獲得新人獎勵奬，但還不算是在漫畫界正式出道。
2005年以短篇獲得第57屆小學館新人漫畫大奬少年部門，次年2006年刊登在小學館旗下雜誌《週刊少年Sunday》，從此正式出道。
之後在雷句誠的門下擔任助手的這段期間一共發表了5部短篇。
2009年，第一次在小學館新創刊的漫畫雜誌《月刊少年Sunday》首次連載《擂台王者 天堂誠》。
連載《擂台王者 天堂誠》期間，有3到4位助手從福井的門下以漫畫家的身分正式出道。包含與福井同樣在《月刊少年Sunday》連載漫畫的神庭麻由子在內。

## 獲獎經歷
- 2002年：Afternoon四季獎（日语：アフタヌーン四季賞）佳作。
- 2003年：Young Magazine Uppers（日语：ヤングマガジンアッパーズ）新人鼓勵獎。
- 2005年：第57屆小學館新人漫畫大獎少年部門。

## 作品列表
※部分作品日文直譯。

### 連載
- 擂台王者 天堂誠（日语：マコトの王者 〜REAL DEAL CHAMPION〜）（《月刊少年Sunday》2009年6月號－2011年11月號，全7冊）東立出版社
- （《月刊少年Sunday》2014年11月號[2]－2017年4月號，全5冊）
- （《週刊少年Sunday》2019年6號[3]－32號，全3冊）
- Re:太妹刑事（原作：和田慎二，《月刊Princess（日语：月刊プリンセス）》2021年3月號[4]－連載中）
- 九龍的球宴（原作：鐮田幹康（日语：鎌田幹康）、《週刊少年Jump》2021年11號[5]－2021年31號[6]，全3冊）

### 短篇
- （發表在《週刊少年Sunday》2006年8號）
- （發表在《週刊少年Sunday超（日语：週刊少年サンデーS）》2006年7月25日號）
- ！（發表在《週刊少年Sunday超》2007年1月25日號）
- （發表在《少年Sunday棒球增刊SCUD》2007年8月10日號）
- （發表在《週刊少年Sunday超》2008年11月25日號）
- （發表在《週刊少年Sunday超》2009年4月25日號）
- Makoto的拳擊體驗（發表在《月刊少年Sunday》2009年6月號別冊附錄）

## 師傅
- 雷句誠（於連載《魔法少年賈修》到最終回為止有1年半的時間擔任助手）

## 助手
- 神庭麻由子（日语：かんばまゆこ）

## 外部連結
- 福井葦火的X（前Twitter） （日語）
- -月刊少年Sunday WEB-：作家介紹 福井葦火 （日語）－小學館漫畫叢書官網。
- （日語）－福井葦火的官方個人部落格。